# ガブリエラ・サバティーニ
ガブリエラ・ベアトリス・サバティーニ（Gabriela Beatriz Sabatini、1970年5月16日 - ）は、アルゼンチン・ブエノスアイレス出身の元女子プロテニス選手。1990年の全米オープン女子シングルス優勝者である。
ボールに回転を多くかけた、重いトップスピン（順回転）のグラウンド・ストロークを得意にした選手だった。シングルス自己最高ランキングは3位。WTAツアーでシングルス27勝、ダブルス13勝を挙げた。
美貌と親しみやすい人柄で幅広い人気を持ち、「ガビー」（Gaby）の愛称で呼ばれていた。

## 経歴
サバティーニ姓はイタリア南部に起源を持つ。
1985年1月に14歳でプロ入り。その3か月後、いきなり「ヒルトンヘッド」大会でクリス・エバートとの決勝戦に勝ち進み、全仏オープンでエバートとの準決勝に進出した。同年10月に日本の「ジャパン・オープン」でプロ初優勝を果たす。それから4大大会でベスト4の常連になったが、勝負所で精神的な弱さが出て、決勝進出を逃すことが多かった。1988年の全米オープンで初の4大大会決勝進出を果たすが、ライバルのシュテフィ・グラフに競り負け、グラフの「年間グランドスラム」達成を目撃することになった。続くソウル五輪決勝でもグラフに敗れ、銀メダルに終わる。金メダルを獲得したグラフの偉業は「ゴールデン・スラム」と名づけられた。
2年後の1990年に、サバティーニは全米オープン決勝でグラフを 6-2, 7-6 のストレートで破り、宿願の4大大会初優勝を達成した。当時のコーチ、カルロス・キルメイヤーの手ほどきにより、積極的なネット・プレーが功を奏した勝利だった。それからライバルのグラフに5連勝したが、翌1991年のウィンブルドン選手権で3度目の4大大会決勝戦に進出した時、そのグラフに 4-6, 6-3, 6-8 の大激戦で競り負けた。これが結果的にサバティーニの最後の4大大会決勝戦となり、以後は再びベスト4止まりに逆戻りした。
グラフとはシングルスで「11勝29敗」の対戦成績を残し、彼女に10勝以上を挙げた唯一の選手として記録に残っている。またグラフとサバティーニはダブルスでパートナーも組み、1988年ウィンブルドンの女子ダブルス部門で優勝を飾った。
サバティーニはまた、1991年の「バージニア・スリムズ・オブ・ロサンゼルス」大会の準決勝をきっかけに、同じ年に当たる日本の伊達公子選手と対戦する機会も多くなった。1994年11月、伊達が日本人女子選手として初めてWTAツアー選手権（当時の名称は「バージニア・スリムズ選手権」）に出場資格を得た時、準決勝で彼女の前に立ちはだかったのはサバティーニだった。1995年3月の「リプトン国際選手権」準決勝では伊達が 1-6, 7-6, 7-6 の逆転勝利を収めている。
日本の試合ではプロ初優勝となった1985年のジャパン・オープンのほかに、「東レ パン・パシフィック・オープン・テニストーナメント」でも1987年・1991年・1992年の3度優勝を飾っている。
サバティーニのキャリアに陰りが見え始めたのは、1993年の全仏オープン準々決勝敗退の頃からである。この時サバティーニは若い頃から苦手意識の強かったメアリー・ジョー・フェルナンデス（アメリカ）に 6-1, 5-1 とリードしていたが、ここからフェルナンデスに追いつかれ、その結果 6-1, 6-7, 8-10 で大逆転負けを喫してしまう。サービスの改善がサバティーニの長年の課題であったが、なかなかうまくゆかず、挙げ句の果てに慢性の腹筋痛を抱えることになった。（テニスのサーブは、とりわけ腹筋にかかる負担が大きい。）1996年10月に26歳で現役引退を決断する。11月第3週にアメリカ・ニューヨークのマディソン・スクエア・ガーデンでWTAツアー選手権が開催された時、サバティーニと伊達公子の2人のために「引退式典」が開かれた。
現役選手時代にはファッションモデルとしても活躍し、自分のブランドの香水も発表している。
2006年7月15日、サバティーニはアルゼンチンのテニス選手としてギリェルモ・ビラス以来2人目の国際テニス殿堂入りを果たした。

## 4大大会優勝
- ウィンブルドン 女子ダブルス：1勝（1988年） ［女子シングルス準優勝：1991年］
- 全米オープン 女子シングルス：1勝（1990年）

| 年     | 大会         | 対戦相手           | 試合結果 |
| ------ | ------------ | ------------------ | -------- |
| 1990年 | 全米オープン | シュテフィ・グラフ | 6-2, 7-6 |